# Bianca di Borbone-Spagna
Bianca di Borbone-Spagna (in spagnolo Blanca de Castilla Maria de la Concepción Teresa Francisca de Asis Margarita Juana Beatriz Carlota Luisa Fernanda Adelgunda Elvira Idelfonsa Regina Josefa Micaela Gabriela Rafaelade de Borbón; Graz, 7 settembre 1868 – Viareggio, 25 ottobre 1949) era la maggiore delle figlie femmine e fra i figli di Carlo, Duca di Madrid pretendente carlista al trono di Spagna con il nome di Carlo VII dal 1868 e pretendente Legittimista al trono di Francia come Carlo XI e di sua moglie la Principessa Margherita di Borbone-Parma.

## Biografia
Bianca era un membro del Casato dei Borbone ed Infanta di Spagna per nascita. In seguito al matrimonio con l'Arciduca Leopoldo Salvatore d'Austria, diventò Arciduchessa e Principessa d'Austria e Principessa d'Ungheria, Boemia e Toscana. 
Visse prevalentemente a Viareggio, nella Villa Borbone.

## Matrimonio e discendenza
Il 20 ottobre 1889, Bianca sposò, nel Castello di Frohsdorf a Lanzenkirchen nella Bassa Austria, l'Arciduca Leopoldo Salvatore d'Austria, secondogenito e maggiore fra i figli maschi dell'Arciduca Carlo Salvatore d'Austria e di sua moglie la Principessa Maria Immacolata delle Due Sicilie.
Bianca e Leopoldo Salvatore ebbero dieci figli:
- Dolores d'Asburgo-Lorena (5 maggio 1891–10 aprile 1974), senza figli;
- Immacolata d'Asburgo-Lorena (9 settembre 1892–3 settembre 1971), sposò Igino Neri Serneri, senza figli;
- Margherita d'Asburgo-Lorena (8 maggio 1894–21 gennaio 1986), sposò Francesco Maria Taliani, senza figli;
- Ranieri d'Asburgo-Lorena (21 novembre 1895–25 maggio 1930), senza figli;
- Leopoldo d'Asburgo-Lorena (30 gennaio 1897–14 marzo 1958), sposò in prime nozze la baronessa Dagmar Nicolić-Podrinska e in seconde nozze Alicia Gibson Coburnnel, ebbe figli;
- Maria Antonia d'Asburgo-Lorena (13 luglio 1899–22 ottobre 1977), sposò in prime nozze Ramón de Orlandis y Villalonga e in seconde nozze Luis Pérez Sucre, ebbe figlil;
- Antonio d'Asburgo-Lorena (20 marzo 1901–22 ottobre 1987), sposò la principessa Ileana di Romania, ebbe figli;
- Assunta d'Asburgo-Lorena (10 agosto 1902–24 gennaio 1993), sposò Joseph Hopfinger, ebbe figli;
- Francesco Giuseppe d'Asburgo-Lorena (4 febbraio 1905–9 maggio 1975), sposò in prime nozze Maria Aloisa Baumerrel e in seconde nozze Maria Elena Seuniggal, ebbe figli;
- Carlo Pio d'Asburgo-Lorena (4 dicembre 1909–24 dicembre 1953), sposò la contessa Cristina Satzger, ebbe figli.

## Ascendenza
|                                     |                       |                                         | Genitori                                      |  |  | Nonni |  |  | Bisnonni                                 |  |  | Trisnonni              |  |
|                                     |                       |                                         |                                               |  |  |       |  |  | 8. Carlo Maria Isidoro di Borbone-Spagna |  |  | 16. Carlo IV di Spagna |  |
|                                     |                       |                                         |                                               |  |  |       |  |  | 8. Carlo Maria Isidoro di Borbone-Spagna |  |  | 16. Carlo IV di Spagna |  |
|                                     |                       | 17. Maria Luisa di Borbone-Parma        |                                               |  |  |       |  |  | 8. Carlo Maria Isidoro di Borbone-Spagna |  |  |                        |  |
| 4. Giovanni Carlo di Borbone-Spagna |                       |                                         |                                               |  |  |       |  |  | 8. Carlo Maria Isidoro di Borbone-Spagna |  |  |                        |  |
|                                     |                       | 9. Maria Francesca di Braganza          | 18. Giovanni VI del Portogallo                |  |  |       |  |  |                                          |  |  |                        |  |
|                                     |                       | 9. Maria Francesca di Braganza          | 18. Giovanni VI del Portogallo                |  |  |       |  |  |                                          |  |  |                        |  |
|                                     |                       | 9. Maria Francesca di Braganza          | 19. Carlotta Gioacchina di Borbone-Spagna     |  |  |       |  |  |                                          |  |  |                        |  |
| 2. Carlo Maria di Borbone-Spagna    |                       | 9. Maria Francesca di Braganza          |                                               |  |  |       |  |  |                                          |  |  |                        |  |
|                                     |                       | 10. Francesco IV d'Austria-Este         | 20. Ferdinando Carlo Antonio d'Asburgo-Lorena |  |  |       |  |  |                                          |  |  |                        |  |
|                                     |                       | 10. Francesco IV d'Austria-Este         | 20. Ferdinando Carlo Antonio d'Asburgo-Lorena |  |  |       |  |  |                                          |  |  |                        |  |
|                                     |                       | 10. Francesco IV d'Austria-Este         | 21. Maria Beatrice d'Este                     |  |  |       |  |  |                                          |  |  |                        |  |
| 5. Maria Beatrice d'Austria-Este    |                       | 10. Francesco IV d'Austria-Este         |                                               |  |  |       |  |  |                                          |  |  |                        |  |
|                                     |                       | 11. Maria Beatrice di Savoia            | 22. Vittorio Emanuele I di Savoia             |  |  |       |  |  |                                          |  |  |                        |  |
|                                     |                       | 11. Maria Beatrice di Savoia            | 22. Vittorio Emanuele I di Savoia             |  |  |       |  |  |                                          |  |  |                        |  |
|                                     |                       | 11. Maria Beatrice di Savoia            | 23. Maria Teresa d'Austria-Este               |  |  |       |  |  |                                          |  |  |                        |  |
| 1. Bianca di Borbone-Spagna         |                       | 11. Maria Beatrice di Savoia            |                                               |  |  |       |  |  |                                          |  |  |                        |  |
|                                     | 12. Carlo II di Parma | 24. Ludovico I di Etruria               |                                               |  |  |       |  |  |                                          |  |  |                        |  |
|                                     | 12. Carlo II di Parma | 24. Ludovico I di Etruria               |                                               |  |  |       |  |  |                                          |  |  |                        |  |
|                                     | 12. Carlo II di Parma | 25. Maria Luisa di Borbone-Spagna       |                                               |  |  |       |  |  |                                          |  |  |                        |  |
| 6. Carlo III di Parma               | 12. Carlo II di Parma |                                         |                                               |  |  |       |  |  |                                          |  |  |                        |  |
|                                     |                       | 13. Maria Teresa di Savoia              | 26. Vittorio Emanuele I di Savoia (= 22)      |  |  |       |  |  |                                          |  |  |                        |  |
|                                     |                       | 13. Maria Teresa di Savoia              | 26. Vittorio Emanuele I di Savoia (= 22)      |  |  |       |  |  |                                          |  |  |                        |  |
|                                     |                       | 13. Maria Teresa di Savoia              | 27. Maria Teresa d'Austria-Este (= 23)        |  |  |       |  |  |                                          |  |  |                        |  |
| 3. Margherita di Borbone-Parma      |                       | 13. Maria Teresa di Savoia              |                                               |  |  |       |  |  |                                          |  |  |                        |  |
|                                     |                       | 14. Carlo Ferdinando di Borbone-Francia | 28. Carlo X di Francia                        |  |  |       |  |  |                                          |  |  |                        |  |
|                                     |                       | 14. Carlo Ferdinando di Borbone-Francia | 28. Carlo X di Francia                        |  |  |       |  |  |                                          |  |  |                        |  |
|                                     |                       | 14. Carlo Ferdinando di Borbone-Francia | 29. Maria Teresa di Savoia                    |  |  |       |  |  |                                          |  |  |                        |  |
| 7. Luisa Maria di Borbone-Francia   |                       | 14. Carlo Ferdinando di Borbone-Francia |                                               |  |  |       |  |  |                                          |  |  |                        |  |
|                                     |                       | 15. Carolina di Borbone-Due Sicilie     | 30. Francesco I delle Due Sicilie             |  |  |       |  |  |                                          |  |  |                        |  |
|                                     |                       | 15. Carolina di Borbone-Due Sicilie     | 30. Francesco I delle Due Sicilie             |  |  |       |  |  |                                          |  |  |                        |  |
|                                     |                       | 15. Carolina di Borbone-Due Sicilie     | 31. Maria Clementina d'Asburgo-Lorena         |  |  |       |  |  |                                          |  |  |                        |  |
|                                     |                       | 15. Carolina di Borbone-Due Sicilie     |                                               |  |  |       |  |  |                                          |  |  |                        |  |

## Titoli nobiliari, onorificenze e stemma
- 7 settembre 1868 – 24 ottobre 1889: Sua Altezza Reale Infanta Bianca di Spagna
- 24 ottobre 1889 – 25 ottobre 1949: Sua Altezza Imperiale e Reale Arciduchessa e Principessa Bianca d'Austria; Principessa Bianca d'Ungheria, Boemia, e Toscana, Infanta di Spagna